# Крестоцветные клопы
Крестоцветные клопы, или эвридемы, или пёстрые щитники (Eurydema) — род клопов из семейства щитников.

## Описание
Отверстия пахучих желёз очень маленькие, приближены к тазикам, трудноразличимы или не видны, вокруг них нет шероховатой площадки. Скуловые пластинки длиннее наличника и спереди заходят перед его вершиной. Передний край переднеспинки с тонким гладким валиком, сзади ограниченны рядом точек.

## Виды
В состав рода входят:
- Eurydema armeniaca
- Eurydema cyanea
- Эвридема северная (Eurydema dominulus)
- Eurydema eckerleini
- Eurydema ferreri
- Eurydema fieberi
- Eurydema gebleri
- Eurydema herbacea
- Eurydema lundbaldi
- Eurydema maculata
- Клоп крестоцветный среднеазиатский (Eurydema maracandica)
- Eurydema nana
- Клоп рапсовый (Eurydema oleracea)
- Клоп горчичный (Eurydema ornata), или клоп разукрашенный
- Eurydema rotundicollis
- Eurydema rugulosa
- Eurydema spectabilis
- Клоп капустный (Eurydema ventralis)